# Tropea
Tropea (italijansko: [troˈpɛːa]; kalabrijsko Trupìa; latinsko Tropaea; starogrško Τράπεια, latinizirano: Trápeia) je občina v pokrajini Vibo Valentia v italijanski deželi Kalabrija. Je ena od I Borghi più belli d'Italia ('Najlepše vasi Italije').
Tropea je obmorsko letovišče s peščenimi plažami v zalivu Svete Evfemije, delu Tirenskega morja, na zahodni obali Italije in je bilo leta 2021 razglašeno za »Najlepšo vas v Italiji«.

## Zgodovina
Tropejo je prvič omenil Plinij starejši v 1. stoletju. 
Legenda nakazuje, da je mesto ustanovil Herkul, ko se je vračal s svojega dela pri Herkulovih stebrih (današnji Gibraltarski preliv). V bližini Tropeje so našli grobove magnagraeškega izvora.
Ob obali Tropeje je Sekst Pompej premagal Oktavijana. Rimljani so zgradili trgovsko pristanišče v Formicoliju, približno 3 km  južno od Tropee.
Tropea je sedež škofije od 7. stoletja. Okoli leta 1000 se je razvilo v bogato mesto in v obdobju fevdalizma, ki mu je bila naklonjena davčna in upravna svoboda, živele številne plemiške družine. Leta 1094 je prvič postal latinski duhovnik naslednik prej grških škofov; Vendar pa je velik del prebivalstva v 14. stoletju še vedno pripadal grški jezikovni skupini.
V 13. stoletju je bila Tropea obnovljena v sedanjem stanju, postavljena na skalo s pogledom na morje, da bi jo zaščitila pred vdori Saracenov. Skozi stoletja so redni potresi mestu povzročili resno škodo, tako da so prebivalci po vsakem potresu mesto na ruševinah zgradili na novo, kar dokazujejo arheološka izkopavanja iz 19. stoletja.
V 19. stoletju je bila Tropea bogato trgovsko središče in je do leta 1806 ohranila svojo neodvisnost kot mesto-država. Prihod Francozov je zaznamoval dolgotrajno propadanje mesta, ki je sledilo, kar pa je bilo mogoče obrniti šele z začetkom turizma.

## Glavne zanimivosti
Zelo zanimivo je zgodovinsko središče mesta s številnimi plemiškimi palačami iz 18. in 19. stoletja, ki so na pečini, ki gleda na plažo pod njim.
Omembe vredni so portali palač, ki so predstavljali plemiške družine; nekateri so opremljeni z velikimi cisternami, vkopanimi v skalo, v katere so zbirali žito, ki je prihajalo z Monte Pora, nato pa so ga po terakotnih ceveh natovorili na ladje, privezane pod pečino Tropea.
Kraj, ki je postal kulturno središče mesta, je nedavno obnovljen kompleks Santa Chiara; v starodavni srednjeveški cerkvi je konferenčna soba, prostore, ki so bili nekoč del samostana klaris, pa so uporabili za Mestni muzej morja.
Obstajajo številni in značilni pogledi na morje, imenovani tudi vile, med katerimi izstopa pogled na Sospiri,[8] ki velja za enega najlepših pogledov v Italiji. Tu so:
- Frančiškanski samostan
- Svetišče Santa Maria dell'Isola; stoji na rtu, ki izstopa iz morja, nekoč ločen od kopnega (od tod toponim otok), domneva se, da so ga v 6. stoletju zgradili nekateri vzhodnjaški menihi kot puščavniško skupnost, posvečeno San Meni. Stoletja kasneje so benediktinci postali lastniki cerkve in pod njihovim vodstvom je bila posvečena Santa Maria del Presepe. Svetišče, ki ga je leta 1905 močno poškodoval potres, so preuredili in dobilo podobo, kakršno ima še danes.
- Normanska stolnica iz 12. stoletja
- Grad Tropea, ki je bil uničen leta 1876

## Devica Marija iz Romunije
Slika Device Marije iz okoli leta 1330 visi v Cattedrale di Maria Santissima di Romania, cerkvi, zgrajeni v Tropei v 12. stoletju. Slika je znana kot Devica Marija iz Romunije in je bizantinskega izvora.
Nepotrjena zgodba trdi, da so jo prenesli na krov ladje, ki je plula iz Vzhodnega rimskega cesarstva, ko je čoln neurje pripeljalo v pristanišče Tropea. Po odpravi škode je kapitan poskušal izpluti, vendar ladja ni mogla zapustiti pristanišča. Mestni škof Ambrogio Cordova je večkrat sanjal, da ga Devica Marija prosi, naj jo obdrži v Tropei in jo varuje. Škof je zbral uradnike in meščane ter odšel na ladjo, kjer so vzeli sliko. Takoj, ko so sliko pripeljali na obalo, naj bi ladja zapustila mesto.
Devica Marija naj bi se škofu večkrat prikazala v sanjah in ga posvarila pred potresom, ki bo opustošil Kalabrijo. 27. marca 1638 je škof organiziral spokorno procesijo za ljudi iz Tropee, kar je pomenilo, da so bili ob potresu brez nevarnosti.
Drugi dogodki so bili pripisani zaščiti Device Marije, vključno s tem, da je bila Tropea obvarovana najhujšega kalabrijskega potresa leta 1783 in ko je v drugi svetovni vojni na mesto v Tropei padlo šest bomb, ki pa niso eksplodirale.

## Čebula Tropea
Vasi okoli Tropee pridelujejo rdečo čebulo, ki je v Italiji dobro poznana. Cipolle di Tropea ('tropejska čebula') je v Italiji postala sinonim za vso rdečo čebulo.
Goji se med Nicotero v provinci Vibo Valentia in Campora San Giovanni v občini Amantea v provinci Cosenza ob obali Tirenskega morja.
Izdelek je prejel znak ZGO in je zaščiten s strani konzorcija priznanega Ministrstva za kmetijstvo, prehrano in gozdarstvo.
Pridelava, predelava in trženje rdeče čebule Tropea že vrsto let predstavljajo eno najpomembnejših gospodarskih dejavnosti.